# 1633 Шиме
1633 Шиме (1633 Chimay) — астероїд головного поясу, відкритий 3 березня 1929 року.
Тіссеранів параметр щодо Юпітера — 3,179.